# Noctueliopsis bububattalis
Noctueliopsis bububattalis is een vlinder uit de familie van de grasmotten (Crambidae), uit de onderfamilie van de Odontiinae. De wetenschappelijke naam van deze soort is voor het eerst voorgesteld als Botis bububattalis door George Duryea Hulst in een publicatie uit 1886.
De soort komt voor in de Verenigde Staten.